# Frauenkogel (Gösting, Graz)
Frauenkogel är en bergstopp i Österrike.   Den ligger i distriktet Graz Stadt och förbundslandet Steiermark, i den östra delen av landet, 140 km sydväst om huvudstaden Wien. Toppen på Frauenkogel är 645 meter över havet.
Terrängen runt Frauenkogel är kuperad norrut, men söderut är den platt. Runt Frauenkogel är det mycket tätbefolkat, med 1 692 invånare per kvadratkilometer.. Närmaste större samhälle är Graz, 7,3 km sydost om Frauenkogel. 
Runt Frauenkogel är det i huvudsak tätbebyggt.